# Dunga
Carlos Caetano Bledorn Verri, meglio noto come Dunga (Ijuí, 31 ottobre 1963), è un ex calciatore e allenatore di calcio brasiliano, di ruolo centrocampista.
Già capitano della nazionale brasiliana campione del mondo 1994, ne è stato il commissario tecnico dal 2006 al 2010 e di nuovo dal 2014 al 2016, guidandola alla vittoria nella Copa América 2007 e alla FIFA Confederations Cup 2009.
Il soprannome Dunga è la traduzione in portoghese di Cucciolo, uno dei sette nani.

## Caratteristiche tecniche
Centrocampista con attitudini difensive, possedeva anche una buona proprietà di palleggio e un preciso tiro dalla distanza, qualità che ne aumentavano l'efficacia in fase offensiva. Si posizionava davanti alla difesa, fermando le azioni avversarie recuperando spesso la palla; nel suo repertorio spiccava il lancio lungo, effettuato sovente con l'esterno del piede destro. Era un interditore di stile europeo, diverso dai raffinati centrocampisti brasiliani, ma dava un grande contributo alla manovra grazie al senso tattico e a una naturale predisposizione alla regia. Dotato di grande temperamento e autentico leader in campo, era famoso per la foga con cui difendeva e per la voglia di vincere.

## Carriera

### Giocatore

#### Club
Iniziò la carriera nell'Internacional di Porto Alegre. Nel 1984 fu acquistato dalla Fiorentina nell'affare Socrates, ma fu deciso di lasciarlo giocare in Brasile tre anni per maturare. Si trasferì al Corinthians per poi passare nel 1986 al Santos, e nel 1987 al Vasco da Gama.
Nell'autunno del 1987 approdò in Italia al Pisa: con i nerazzurri Dunga raggiunse una sospirata salvezza. Nel 1988 passò ai rivali della Fiorentina (perse la doppia finale di Coppa UEFA 1989-1990 contro la Juventus). Nel 1992 fu messo fuori rosa dal vicepresidente Cecchi Gori e fu poi ceduto al Pescara: con il club biancazzurro retrocesse, dopo di che chiuse la sua esperienza italiana.
In seguito disputò due stagioni con lo Stoccarda, quattro con la squadra giapponese del Júbilo Iwata, per chiudere la carriera in Brasile nell'Internacional.

#### Nazionale
Con le nazionali giovanili si è aggiudicato il Mondiale Under-20 del 1983 e la medaglia d'argento alle Olimpiadi estive del 1984.
Conta 91 presenze e 6 gol nella nazionale maggiore, con cui esordì nel 1987. Dopo il trionfo nella Copa América 1989, arrivò la delusione ai Mondiali del 1990, dove uscì negli ottavi di finale contro i campioni uscenti dell'Argentina, che avrebbero poi perso la finale con la Germania.
Ai Mondiali 1994 fu per quasi tutte le partite il capitano della squadra. Segnò il quarto dei tiri di rigore della vittoriosa finale contro l'Italia. Nel 1997 trionfò nuovamente in Copa América. Rimase il capitano della squadra e chiuse la carriera internazionale ai Mondiali 1998, in cui segnò il quarto rigore della serie brasiliana nella semifinale contro i Paesi Bassi prima di perdere la finale contro la squadra padrona di casa

### Allenatore

#### Nazionale brasiliana

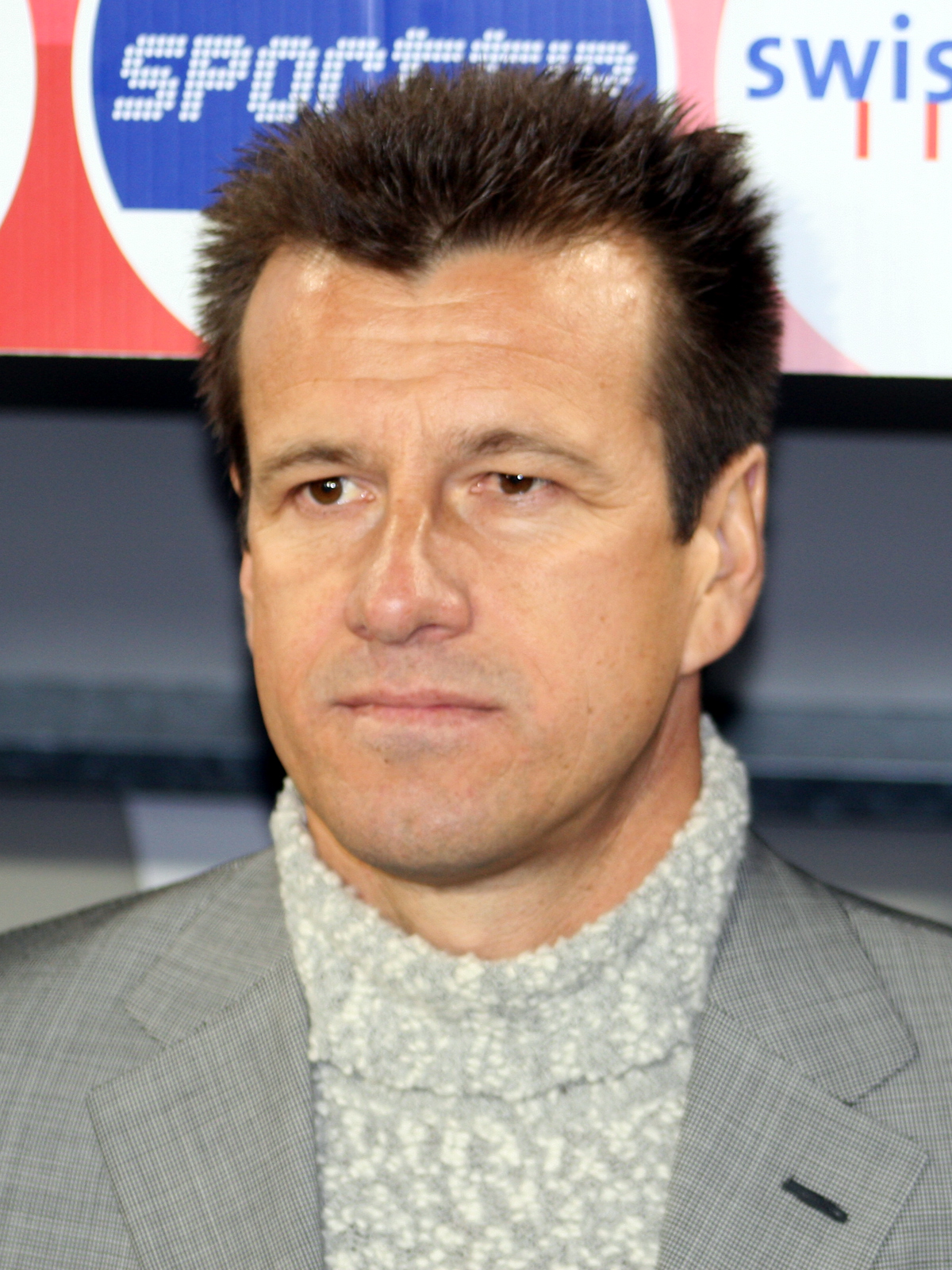
Dunga sulla panchina della nazionale brasiliana nel 2006

Nel luglio 2006 ha sostituito Carlos Alberto Parreira sulla panchina della nazionale brasiliana, iniziando la sua prima esperienza come allenatore. Ha debuttato nell'amichevole giocata a Oslo contro la Norvegia il successivo 16 agosto e terminata 1-1.
Alla guida dei verdeoro ha conquistato la Copa América 2007, battendo in finale l'Argentina per 3-0, e la Confederations Cup 2009 vincendo 3-2 contro gli Stati Uniti. Al campionato del mondo 2010, nonostante i favori del pronostico, il Brasile di Dunga è stato eliminato ai quarti di finale, battuto 2-1 dai Paesi Bassi. Il giorno stesso Dunga è stato sollevato dall'incarico.
Richiamato sulla panchina verdeoro il 22 luglio 2014 a seguito delle dimissioni di Luiz Felipe Scolari, l'8 maggio 2015 viene nuovamente nominato alla guida della selezione olimpica brasiliana.
In vista della Copa América 2015 in Cile Dunga decide di non convocare Oscar, Kaká e Ganso. Il Brasile è eliminato ai quarti di finale dal Paraguay dopo i tiri di rigore, proprio come avvenuto quattro anni prima.
Per la Coppa America del Centenario, nel 2016, Dunga deve fare a meno di Kakà per infortunio e decide — non senza polemiche — di rinunciare a Neymar, impegnato nell'agosto seguente come fuoriquota nei Giochi Olimpici di Rio de Janeiro, Thiago Silva, David Luiz, Marcelo e Alex Sandro. Al pareggio per 0-0 contro l'Ecuador fa seguito la netta vittoria contro Haiti (7-1). Nella terza partita, quando un pari sarebbe stato sufficiente a garantire ai brasiliani il primo posto nel girone, la nazionale di Dunga perde contro il Perù e viene eliminata. Il 14 giugno 2016 viene sollevato dall'incarico di CT.

#### Al-Rayyan e Internacional
Dopo aver rifiutato la panchina dell'Inter, come affermato da lui stesso, il 30 agosto 2011 diventa allenatore del Al-Rayyan, prende il posto del connazionale Paulo Autuori che guiderà la nazionale under 23 qatariota con l'obiettivo di qualificare la squadra ai Giochi Olimpici di Londra. L'8 settembre però viene sostituito dal tecnico uruguaiano Diego Aguirre, con il quale aveva militato nella stagione 1988 nella Fiorentina.
Il 12 dicembre 2012 viene chiamato ad allenare l'Internacional, sua ex squadra. Il 3 ottobre 2013 viene esonerato dopo una serie di risultati negativi.

#### Ritorno in nazionale
Nel luglio 2014 Dunga torna sulla panchina della nazionale. Ottiene ben undici vittorie consecutive ma nella Coppa America 2015 esce ai quarti di finale ai tiri di rigore e nella Coppa America 2016, con una rosa priva dell'infortunato Kakà e con alcune esclusioni eccellenti tra i convocati, addirittura al primo turno, evento che nel torneo non si verificava dal 1987. Anche a causa dell'avvio considerato insoddisfacente nelle qualificazioni al mondiale 2018, nel giugno 2016 Dunga viene sollevato dall'incarico.

## Statistiche

### Cronologia presenze e reti in nazionale
| Cronologia completa delle presenze e delle reti in nazionale ― Inghilterra | Cronologia completa delle presenze e delle reti in nazionale ― Inghilterra | Cronologia completa delle presenze e delle reti in nazionale ― Inghilterra | Cronologia completa delle presenze e delle reti in nazionale ― Inghilterra | Cronologia completa delle presenze e delle reti in nazionale ― Inghilterra | Cronologia completa delle presenze e delle reti in nazionale ― Inghilterra | Cronologia completa delle presenze e delle reti in nazionale ― Inghilterra | Cronologia completa delle presenze e delle reti in nazionale ― Inghilterra |
| Data                                                                       | Città                                                                      | In casa                                                                    | Risultato                                                                  | Ospiti                                                                     | Competizione                                                               | Reti                                                                       | Note                                                                       |
| -------------------------------------------------------------------------- | -------------------------------------------------------------------------- | -------------------------------------------------------------------------- | -------------------------------------------------------------------------- | -------------------------------------------------------------------------- | -------------------------------------------------------------------------- | -------------------------------------------------------------------------- | -------------------------------------------------------------------------- |
| 19-5-1987                                                                  | Londra                                                                     | Inghilterra                                                                | 1 – 1                                                                      | Brasile                                                                    | Amichevole                                                                 | -                                                                          | 82’                                                                        |
| 28-5-1987                                                                  | Helsinki                                                                   | Finlandia                                                                  | 2 – 3                                                                      | Brasile                                                                    | Amichevole                                                                 | -                                                                          | 65’                                                                        |
| 1-6-1987                                                                   | Tel Aviv                                                                   | Israele                                                                    | 0 – 4                                                                      | Brasile                                                                    | Amichevole                                                                 | 1                                                                          | Ingresso                                                                   |
| 24-6-1987                                                                  | Porto Alegre                                                               | Brasile                                                                    | 1 – 0                                                                      | Paraguay                                                                   | Amichevole                                                                 | -                                                                          | Ingresso                                                                   |
| 21-6-1989                                                                  | Basilea                                                                    | Svizzera                                                                   | 1 – 0                                                                      | Brasile                                                                    | Amichevole                                                                 | -                                                                          |                                                                            |
| 3-7-1989                                                                   | Salvador                                                                   | Brasile                                                                    | 0 – 0                                                                      | Perù                                                                       | Coppa America 1989 - 1º turno                                              | -                                                                          | Ammonizione                                                                |
| 7-7-1989                                                                   | Salvador                                                                   | Brasile                                                                    | 0 – 0                                                                      | Colombia                                                                   | Coppa America 1989 - 1º turno                                              | -                                                                          | 63’                                                                        |
| 9-7-1989                                                                   | Recife                                                                     | Brasile                                                                    | 2 – 0                                                                      | Paraguay                                                                   | Coppa America 1989 - 1º turno                                              | -                                                                          |                                                                            |
| 12-7-1989                                                                  | Rio de Janeiro                                                             | Brasile                                                                    | 2 – 0                                                                      | Argentina                                                                  | Coppa America 1989 - 2º turno                                              | -                                                                          |                                                                            |
| 14-7-1989                                                                  | Rio de Janeiro                                                             | Brasile                                                                    | 3 – 0                                                                      | Paraguay                                                                   | Coppa America 1989 - 2º turno                                              | -                                                                          | Ammonizione                                                                |
| 16-7-1989                                                                  | Rio de Janeiro                                                             | Brasile                                                                    | 1 – 0                                                                      | Uruguay                                                                    | Coppa America 1989 - 2º turno                                              | -                                                                          |                                                                            |
| 23-7-1989                                                                  | Rio de Janeiro                                                             | Brasile                                                                    | 1 – 0                                                                      | Giappone                                                                   | Amichevole                                                                 | -                                                                          | 62’                                                                        |
| 30-7-1989                                                                  | Caracas                                                                    | Venezuela                                                                  | 0 – 4                                                                      | Brasile                                                                    | Qual. Mondiali 1990                                                        | -                                                                          |                                                                            |
| 13-8-1989                                                                  | Santiago del Cile                                                          | Cile                                                                       | 1 – 1                                                                      | Brasile                                                                    | Qual. Mondiali 1990                                                        | -                                                                          | Ammonizione                                                                |
| 20-8-1989                                                                  | San Paolo                                                                  | Brasile                                                                    | 6 – 0                                                                      | Venezuela                                                                  | Qual. Mondiali 1990                                                        | -                                                                          | 65’                                                                        |
| 3-9-1989                                                                   | Rio de Janeiro                                                             | Brasile                                                                    | 2 – 0                                                                      | Cile                                                                       | Qual. Mondiali 1990                                                        | -                                                                          |                                                                            |
| 14-10-1989                                                                 | Bologna                                                                    | Italia                                                                     | 0 – 1                                                                      | Brasile                                                                    | Amichevole                                                                 | -                                                                          | Ammonizione                                                                |
| 14-11-1989                                                                 | João Pessoa                                                                | Brasile                                                                    | 0 – 0                                                                      | Jugoslavia                                                                 | Amichevole                                                                 | -                                                                          |                                                                            |
| 20-12-1989                                                                 | Rotterdam                                                                  | Paesi Bassi                                                                | 0 – 1                                                                      | Brasile                                                                    | Amichevole                                                                 | -                                                                          | 73’                                                                        |
| 28-3-1990                                                                  | Londra                                                                     | Inghilterra                                                                | 1 – 0                                                                      | Brasile                                                                    | Amichevole                                                                 | -                                                                          |                                                                            |
| 13-5-1990                                                                  | Rio de Janeiro                                                             | Brasile                                                                    | 3 – 3                                                                      | Germania Est                                                               | Amichevole                                                                 | 1                                                                          |                                                                            |
| 10-6-1990                                                                  | Torino                                                                     | Brasile                                                                    | 2 – 1                                                                      | Svezia                                                                     | Mondiali 1990 - 1º turno                                                   | -                                                                          | 88’                                                                        |
| 16-6-1990                                                                  | Torino                                                                     | Brasile                                                                    | 1 – 0                                                                      | Costa Rica                                                                 | Mondiali 1990 - 1º turno                                                   | -                                                                          |                                                                            |
| 20-6-1990                                                                  | Torino                                                                     | Brasile                                                                    | 1 – 0                                                                      | Scozia                                                                     | Mondiali 1990 - 1º turno                                                   | -                                                                          |                                                                            |
| 24-6-1990                                                                  | Torino                                                                     | Brasile                                                                    | 0 – 1                                                                      | Argentina                                                                  | Mondiali 1990 - Ottavi di finale                                           | -                                                                          |                                                                            |
| 18-2-1993                                                                  | Buenos Aires                                                               | Argentina                                                                  | 1 – 1                                                                      | Brasile                                                                    | Amichevole                                                                 | -                                                                          | 86’                                                                        |
| 6-6-1993                                                                   | New Haven                                                                  | Stati Uniti                                                                | 0 – 2                                                                      | Brasile                                                                    | U.S. Cup 1993                                                              | -                                                                          |                                                                            |
| 10-6-1993                                                                  | Washington                                                                 | Brasile                                                                    | 3 – 3                                                                      | Germania                                                                   | U.S. Cup 1993                                                              | -                                                                          | Ammonizione                                                                |
| 13-6-1993                                                                  | Washington                                                                 | Inghilterra                                                                | 1 – 1                                                                      | Brasile                                                                    | U.S. Cup 1993                                                              | -                                                                          |                                                                            |
| 18-7-1993                                                                  | Quito                                                                      | Ecuador                                                                    | 0 – 0                                                                      | Brasile                                                                    | Qual. Mondiali 1994                                                        | -                                                                          | Uscita                                                                     |
| 1-8-1993                                                                   | San Cristóbal                                                              | Venezuela                                                                  | 1 – 5                                                                      | Brasile                                                                    | Qual. Mondiali 1994                                                        | -                                                                          |                                                                            |
| 8-8-1993                                                                   | Maceió                                                                     | Brasile                                                                    | 1 – 1                                                                      | Messico                                                                    | Amichevole                                                                 | -                                                                          | Ammonizione                                                                |
| 15-8-1993                                                                  | Montevideo                                                                 | Uruguay                                                                    | 1 – 1                                                                      | Brasile                                                                    | Qual. Mondiali 1994                                                        | -                                                                          |                                                                            |
| 22-8-1993                                                                  | San Paolo                                                                  | Brasile                                                                    | 2 – 0                                                                      | Ecuador                                                                    | Qual. Mondiali 1994                                                        | 1                                                                          |                                                                            |
| 29-8-1993                                                                  | Recife                                                                     | Brasile                                                                    | 6 – 0                                                                      | Bolivia                                                                    | Qual. Mondiali 1994                                                        | -                                                                          | 78’                                                                        |
| 19-9-1993                                                                  | Rio de Janeiro                                                             | Brasile                                                                    | 2 – 0                                                                      | Uruguay                                                                    | Qual. Mondiali 1994                                                        | -                                                                          |                                                                            |
| 17-11-1993                                                                 | Colonia                                                                    | Germania                                                                   | 2 – 1                                                                      | Brasile                                                                    | Amichevole                                                                 | -                                                                          | Ammonizione                                                                |
| 16-12-1993                                                                 | Guadalajara                                                                | Messico                                                                    | 0 – 1                                                                      | Brasile                                                                    | Amichevole                                                                 | -                                                                          | 65’                                                                        |
| 23-3-1994                                                                  | Recife                                                                     | Brasile                                                                    | 2 – 0                                                                      | Argentina                                                                  | Amichevole                                                                 | -                                                                          | 68’                                                                        |
| 4-5-1994                                                                   | Florianópolis                                                              | Brasile                                                                    | 3 – 0                                                                      | Islanda                                                                    | Amichevole                                                                 | -                                                                          | cap.                                                                       |
| 5-6-1994                                                                   | Edmonton                                                                   | Canada                                                                     | 1 – 1                                                                      | Brasile                                                                    | Amichevole                                                                 | -                                                                          | cap.                                                                       |
| 8-6-1994                                                                   | San Diego                                                                  | Brasile                                                                    | 8 – 2                                                                      | Honduras                                                                   | Amichevole                                                                 | 1                                                                          |                                                                            |
| 12-6-1994                                                                  | Fresno                                                                     | El Salvador                                                                | 0 – 4                                                                      | Brasile                                                                    | Amichevole                                                                 | -                                                                          |                                                                            |
| 20-6-1994                                                                  | Palo Alto                                                                  | Brasile                                                                    | 2 – 0                                                                      | Russia                                                                     | Mondiali 1994 - 1º turno                                                   | -                                                                          | 84’                                                                        |
| 24-6-1994                                                                  | Palo Alto                                                                  | Brasile                                                                    | 3 – 0                                                                      | Camerun                                                                    | Mondiali 1994 - 1º turno                                                   | -                                                                          |                                                                            |
| 28-6-1994                                                                  | Detroit                                                                    | Brasile                                                                    | 1 – 1                                                                      | Svezia                                                                     | Mondiali 1994 - 1º turno                                                   | -                                                                          |                                                                            |
| 4-7-1994                                                                   | Palo Alto                                                                  | Brasile                                                                    | 1 – 0                                                                      | Stati Uniti                                                                | Mondiali 1994 - Ottavi di finale                                           | -                                                                          | cap.                                                                       |
| 9-7-1994                                                                   | Dallas                                                                     | Paesi Bassi                                                                | 2 – 3                                                                      | Brasile                                                                    | Mondiali 1994 - Quarti di finale                                           | -                                                                          | cap. 74’                                                                   |
| 13-7-1994                                                                  | Pasadena                                                                   | Svezia                                                                     | 0 – 1 dts                                                                  | Brasile                                                                    | Mondiali 1994 - Semifinale                                                 | -                                                                          | cap.                                                                       |
| 17-7-1994                                                                  | Pasadena                                                                   | Brasile                                                                    | 0 – 0 dts (3 – 2 dtr)                                                      | Italia                                                                     | Mondiali 1994 - Finale                                                     | -                                                                          | cap.                                                                       |
| 23-12-1994                                                                 | Porto Alegre                                                               | Brasile                                                                    | 2 – 0                                                                      | Jugoslavia                                                                 | Amichevole                                                                 | -                                                                          | cap.                                                                       |
| 22-2-1995                                                                  | Fortaleza                                                                  | Brasile                                                                    | 5 – 0                                                                      | Slovacchia                                                                 | Amichevole                                                                 | -                                                                          | cap.                                                                       |
| 17-5-1995                                                                  | Ramat Gan                                                                  | Israele                                                                    | 1 – 2                                                                      | Brasile                                                                    | Amichevole                                                                 | -                                                                          | cap.                                                                       |
| 4-6-1995                                                                   | Birmingham                                                                 | Brasile                                                                    | 1 – 0                                                                      | Svezia                                                                     | Umbro Cup                                                                  | -                                                                          | cap.                                                                       |
| 6-6-1995                                                                   | Liverpool                                                                  | Brasile                                                                    | 3 – 0                                                                      | Giappone                                                                   | Umbro Cup                                                                  | -                                                                          | cap.                                                                       |
| 11-6-1995                                                                  | Londra                                                                     | Inghilterra                                                                | 1 – 3                                                                      | Brasile                                                                    | Umbro Cup                                                                  | -                                                                          | cap.                                                                       |
| 30-6-1995                                                                  | Recife                                                                     | Brasile                                                                    | 2 – 1                                                                      | Polonia                                                                    | Amichevole                                                                 | -                                                                          | cap.                                                                       |
| 7-7-1995                                                                   | Rivera                                                                     | Brasile                                                                    | 1 – 0                                                                      | Ecuador                                                                    | Coppa America 1995 - 1º turno                                              | -                                                                          | cap.                                                                       |
| 10-7-1995                                                                  | Rivera                                                                     | Brasile                                                                    | 2 – 0                                                                      | Perù                                                                       | Coppa America 1995 - 1º turno                                              | -                                                                          | cap.                                                                       |
| 13-7-1995                                                                  | Rivera                                                                     | Brasile                                                                    | 3 – 0                                                                      | Colombia                                                                   | Coppa America 1995 - 1º turno                                              | -                                                                          | cap.                                                                       |
| 17-7-1995                                                                  | Rivera                                                                     | Brasile                                                                    | 2 – 2 dts (4 – 2 dtr)                                                      | Argentina                                                                  | Coppa America 1995 - Quarti di finale                                      | -                                                                          | cap.                                                                       |
| 20-7-1995                                                                  | Maldonado                                                                  | Brasile                                                                    | 1 – 0                                                                      | Stati Uniti                                                                | Coppa America 1995 - Semifinale                                            | -                                                                          | cap.                                                                       |
| 23-7-1995                                                                  | Montevideo                                                                 | Uruguay                                                                    | 1 – 1 dts (5 – 3 dtr)                                                      | Brasile                                                                    | Coppa America 1995 - Finale                                                | -                                                                          | cap.                                                                       |
| 9-8-1995                                                                   | Tokyo                                                                      | Giappone                                                                   | 1 – 5                                                                      | Brasile                                                                    | Amichevole                                                                 | -                                                                          | cap.                                                                       |
| 12-8-1995                                                                  | Suwon                                                                      | Corea del Sud                                                              | 0 – 1                                                                      | Brasile                                                                    | Amichevole                                                                 | 1                                                                          | cap.                                                                       |
| 30-4-1997                                                                  | Miami                                                                      | Brasile                                                                    | 4 – 0                                                                      | Messico                                                                    | Amichevole                                                                 | -                                                                          | cap.                                                                       |
| 30-5-1997                                                                  | Oslo                                                                       | Norvegia                                                                   | 4 – 2                                                                      | Brasile                                                                    | Amichevole                                                                 | -                                                                          | cap.                                                                       |
| 3-6-1997                                                                   | Lione                                                                      | Francia                                                                    | 1 – 1                                                                      | Brasile                                                                    | Torneo di Francia                                                          | -                                                                          | cap.                                                                       |
| 8-6-1997                                                                   | Lione                                                                      | Brasile                                                                    | 3 – 3                                                                      | Italia                                                                     | Torneo di Francia                                                          | -                                                                          | cap.                                                                       |
| 10-6-1997                                                                  | Parigi                                                                     | Inghilterra                                                                | 0 – 1                                                                      | Brasile                                                                    | Torneo di Francia                                                          | -                                                                          | cap.                                                                       |
| 13-6-1997                                                                  | Santa Cruz de la Sierra                                                    | Brasile                                                                    | 5 – 0                                                                      | Costa Rica                                                                 | Coppa America 1997 - 1º turno                                              | -                                                                          | cap.                                                                       |
| 16-6-1997                                                                  | Santa Cruz de la Sierra                                                    | Brasile                                                                    | 3 – 2                                                                      | Messico                                                                    | Coppa America 1997 - 1º turno                                              | -                                                                          | cap.                                                                       |
| 19-6-1997                                                                  | Santa Cruz de la Sierra                                                    | Brasile                                                                    | 2 – 0                                                                      | Colombia                                                                   | Coppa America 1997 - 1º turno                                              | 1                                                                          | cap. 85’                                                                   |
| 22-6-1997                                                                  | Santa Cruz de la Sierra                                                    | Brasile                                                                    | 2 – 0                                                                      | Paraguay                                                                   | Coppa America 1997 - Quarti di finale                                      | -                                                                          | cap.                                                                       |
| 26-6-1997                                                                  | Santa Cruz de la Sierra                                                    | Brasile                                                                    | 7 – 0                                                                      | Perù                                                                       | Coppa America 1997 - Semifinale                                            | -                                                                          | cap. 66’                                                                   |
| 29-6-1997                                                                  | La Paz                                                                     | Brasile                                                                    | 3 – 1                                                                      | Bolivia                                                                    | Coppa America 1997 - Finale                                                | -                                                                          | cap.                                                                       |
| 10-8-1997                                                                  | Seul                                                                       | Corea del Sud                                                              | 1 – 2                                                                      | Brasile                                                                    | Amichevole                                                                 | -                                                                          | cap.                                                                       |
| 13-8-1997                                                                  | Osaka                                                                      | Giappone                                                                   | 0 – 3                                                                      | Brasile                                                                    | Amichevole                                                                 | -                                                                          | cap. 67’                                                                   |
| 6-12-1997                                                                  | Johannesburg                                                               | Sudafrica                                                                  | 1 – 2                                                                      | Brasile                                                                    | Amichevole                                                                 | -                                                                          | cap. 89’                                                                   |
| 16-12-1997                                                                 | Riyadh                                                                     | Brasile                                                                    | 3 – 2                                                                      | Messico                                                                    | Conf. Cup 1997 - 1º turno                                                  | -                                                                          | cap. 45’                                                                   |
| 19-12-1997                                                                 | Riyad                                                                      | Brasile                                                                    | 2 – 0                                                                      | Rep. Ceca                                                                  | Conf. Cup 1997 - Semifinale                                                | -                                                                          | cap. 77’                                                                   |
| 21-12-1997                                                                 | Riyad                                                                      | Brasile                                                                    | 6 – 0                                                                      | Australia                                                                  | Conf. Cup 1997 - Finale                                                    | -                                                                          | cap.                                                                       |
| 25-3-1998                                                                  | Stoccarda                                                                  | Germania                                                                   | 1 – 2                                                                      | Brasile                                                                    | Amichevole                                                                 | -                                                                          | cap. , 57’                                                                 |
| 3-6-1998                                                                   | Saint-Ouen                                                                 | Andorra                                                                    | 0 – 3                                                                      | Brasile                                                                    | Amichevole                                                                 | -                                                                          | cap. 46’                                                                   |
| 10-6-1998                                                                  | Saint-Denis                                                                | Brasile                                                                    | 2 – 1                                                                      | Scozia                                                                     | Mondiali 1998 - 1º turno                                                   | -                                                                          | cap.                                                                       |
| 16-6-1998                                                                  | Nantes                                                                     | Brasile                                                                    | 3 – 0                                                                      | Marocco                                                                    | Mondiali 1998 - 1º turno                                                   | -                                                                          | cap.                                                                       |
| 23-6-1998                                                                  | Marsiglia                                                                  | Brasile                                                                    | 1 – 2                                                                      | Norvegia                                                                   | Mondiali 1998 - 1º turno                                                   | -                                                                          | cap.                                                                       |
| 27-6-1998                                                                  | Parigi                                                                     | Brasile                                                                    | 4 – 1                                                                      | Cile                                                                       | Mondiali 1998 - Ottavi di finale                                           | -                                                                          | cap.                                                                       |
| 3-7-1998                                                                   | Nantes                                                                     | Brasile                                                                    | 3 – 2                                                                      | Danimarca                                                                  | Mondiali 1998 - Quarti di finale                                           | -                                                                          | cap.                                                                       |
| 7-7-1998                                                                   | Marsiglia                                                                  | Brasile                                                                    | 1 – 1 dts (4 – 2 dtr)                                                      | Paesi Bassi                                                                | Mondiali 1998 - Semifinale                                                 | -                                                                          | cap.                                                                       |
| 12-7-1998                                                                  | Saint-Denis                                                                | Francia                                                                    | 3 – 0                                                                      | Brasile                                                                    | Mondiali 1998 - Finale                                                     | -                                                                          | cap.                                                                       |
| Totale                                                                     |                                                                            | Presenze                                                                   | 91                                                                         |                                                                            | Reti                                                                       | 6                                                                          |                                                                            |

### Statistiche da allenatore
Statistiche aggiornate al 31 ottobre 2013.
| Stagione        | Squadra         | Campionato      | Campionato | Campionato | Campionato | Campionato | Coppe nazionali | Coppe nazionali | Coppe nazionali | Coppe nazionali | Coppe nazionali | Coppe continentali | Coppe continentali | Coppe continentali | Coppe continentali | Coppe continentali | Altre coppe | Altre coppe | Altre coppe | Altre coppe | Altre coppe | Totale | Totale | Totale | Totale | % Vittorie | Piazzamento |
| Stagione        | Squadra         | Comp            | G          | V          | N          | P          | Comp            | G               | V               | N               | P               | Comp               | G                  | V                  | N                  | P                  | Comp        | G           | V           | N           | P           | G      | V      | N      | P      | %          | Piazzamento |
| --------------- | --------------- | --------------- | ---------- | ---------- | ---------- | ---------- | --------------- | --------------- | --------------- | --------------- | --------------- | ------------------ | ------------------ | ------------------ | ------------------ | ------------------ | ----------- | ----------- | ----------- | ----------- | ----------- | ------ | ------ | ------ | ------ | ---------- | ----------- |
| ago. 2011       | Al-Rayyan       | QSL             | -          | -          | -          | -          | -               | -               | -               | -               | -               | -                  | ACL                | -                  | -                  | -                  | -           | -           | -           | -           | -           | -      | -      | -      | -      | -          | - Eson.     |
| 2013            | Internacional   | PD/RS+A         | 21+25      | 14+8       | 5+10       | 2+7        | CB              | 8               | 4               | 4               | 0               | -                  | -                  | -                  | -                  | -                  | -           | -           | -           | -           | -           | 54     | 26     | 19     | 9      | 48,15      | Eson.       |
| Totale Carriera | Totale Carriera | Totale Carriera | 46         | 22         | 15         | 9          |                 | 8               | 4               | 4               | 0               |                    | -                  | -                  | -                  | -                  |             | -           | -           | -           | -           | 54     | 26     | 19     | 9      | 48,15      |             |

#### Nazionale
Statistiche aggiornate al 26 luglio 2016.
| Squadra | Naz                | dal            | al             | Record | Record | Record | Record     | Record | Record | Record | Record |
| G       | V                  | N              | P              | GF     | GS     | DR     | % Vittorie |        |        |        |        |
| ------- | ------------------ | -------------- | -------------- | ------ | ------ | ------ | ---------- | ------ | ------ | ------ | ------ |
| Brasile | Brasile (bandiera) | 24 luglio 2006 | 2 luglio 2010  | 60     | 42     | 12     | 6          | 127    | 38     | +89    | 70,00  |
| Brasile | Brasile (bandiera) | 21 luglio 2014 | 14 giugno 2016 | 26     | 18     | 5      | 4          | 51     | 17     | +34    | 69,23  |
| Totale  | Totale             | Totale         | Totale         | 86     | 60     | 17     | 10         | 178    | 55     | +123   | 69,77  |

#### Nazionale nel dettaglio
| giu./lug. 2007 | Brasile        | Copa América 2007       | Vincitore                          | 6  | 4  | 1  | 1  | 66,67   | 15  | 5  | +10  |
| 2007           | Brasile        | Qual.Mondiali 2010      | 1° nel gruppo CONMEBOL,qualificato | 4  | 2  | 2  | 0  | 50,00   | 8   | 2  | +6   |
| 2008           | Brasile        | Qual.Mondiali 2010      | 1° nel gruppo CONMEBOL,qualificato | 6  | 2  | 3  | 1  | 33,33   | 7   | 2  | +5   |
| 2009           | Brasile        | Qual.Mondiali 2010      | 1° nel gruppo CONMEBOL,qualificato | 8  | 5  | 2  | 1  | 62,50   | 18  | 7  | +11  |
| giu. 2009      | Brasile        | Conf.Cup 2009           | Vincitore                          | 5  | 5  | 0  | 0  | 100,00& | 14  | 5  | +9   |
| giu./lug. 2010 | Brasile        | Mondiali 2010           | Quarti di finale                   | 5  | 3  | 1  | 1  | 60,00   | 9   | 4  | +5   |
| giu. 2015      | Brasile        | Copa América 2015       | Quarti di finale                   | 4  | 2  | 1  | 1  | 50,00   | 5   | 4  | +1   |
| ott./nov. 2015 | Brasile        | Qual.Mondiali 2018      | Esonerato                          | 4  | 2  | 1  | 1  | 50,00   | 7   | 4  | +3   |
| mar. 2016      | Brasile        | Qual.Mondiali 2018      | Esonerato                          | 2  | 0  | 2  | 0  | &0,00   | 4   | 4  | +0   |
| giu./lug. 2016 | Brasile        | Copa América Centenario | Fase a gironi (3° nel gruppo B)    | 3  | 1  | 1  | 1  | 33,33   | 8   | 3  | +5   |
| 2006-2016      | Brasile        | Amichevoli              |                                    | 39 | 34 | 3  | 2  | 87,18   | 84  | 19 | +65  |
| Totale Brasile | Totale Brasile | Totale Brasile          | Totale Brasile                     | 86 | 60 | 17 | 10 | 69,77   | 178 | 55 | +123 |

#### Panchine da commissario tecnico della nazionale brasiliana
| Cronologia completa delle presenze e delle reti in nazionale ― Brasile | Cronologia completa delle presenze e delle reti in nazionale ― Brasile | Cronologia completa delle presenze e delle reti in nazionale ― Brasile | Cronologia completa delle presenze e delle reti in nazionale ― Brasile | Cronologia completa delle presenze e delle reti in nazionale ― Brasile | Cronologia completa delle presenze e delle reti in nazionale ― Brasile | Cronologia completa delle presenze e delle reti in nazionale ― Brasile | Cronologia completa delle presenze e delle reti in nazionale ― Brasile |
| Data                                                                   | Città                                                                  | In casa                                                                | Risultato                                                              | Ospiti                                                                 | Competizione                                                           | Reti                                                                   | Note                                                                   |
| ---------------------------------------------------------------------- | ---------------------------------------------------------------------- | ---------------------------------------------------------------------- | ---------------------------------------------------------------------- | ---------------------------------------------------------------------- | ---------------------------------------------------------------------- | ---------------------------------------------------------------------- | ---------------------------------------------------------------------- |
| 16-8-2006                                                              | Oslo                                                                   | Norvegia                                                               | 1 – 1                                                                  | Brasile                                                                | Amichevole                                                             | Daniel Carvalho                                                        | Cap:Lúcio                                                              |
| 2-9-2006                                                               | Londra                                                                 | Brasile                                                                | 3 – 0                                                                  | Argentina                                                              | Amichevole                                                             | 2 Elano Kakà                                                           | Cap:Lúcio                                                              |
| 5-9-2006                                                               | Londra                                                                 | Brasile                                                                | 2 – 0                                                                  | Galles                                                                 | Amichevole                                                             | Marcelo Vagner Love                                                    | Cap: Edmílson                                                          |
| 10-10-2006                                                             | Stoccolma                                                              | Ecuador                                                                | 1 – 2                                                                  | Brasile                                                                | Amichevole                                                             | Fred Kakà                                                              | Cap:Lúcio                                                              |
| 15-11-2006                                                             | Basilea                                                                | Svizzera                                                               | 1 – 2                                                                  | Brasile                                                                | Amichevole                                                             | Luisão Kakà                                                            | Cap: Kakà                                                              |
| 6-2-2007                                                               | Londra                                                                 | Brasile                                                                | 0 – 2                                                                  | Portogallo                                                             | Amichevole                                                             | -                                                                      | Cap: Edmílson                                                          |
| 24-3-2007                                                              | Göteborg                                                               | Brasile                                                                | 4 – 0                                                                  | Cile                                                                   | Amichevole                                                             | 2 Ronaldinho 1 (rig.) Kakà Juan                                        | Cap:Lúcio                                                              |
| 27-3-2007                                                              | Solna                                                                  | Brasile                                                                | 1 – 0                                                                  | Ghana                                                                  | Amichevole                                                             | Vagner Love                                                            | Cap:Lúcio                                                              |
| 1-6-2007                                                               | Londra                                                                 | Inghilterra                                                            | 1 – 1                                                                  | Brasile                                                                | Amichevole                                                             | Diego                                                                  | Cap: Gilberto Silva                                                    |
| 5-6-2007                                                               | Dortmund                                                               | Germania                                                               | 0 – 0                                                                  | Brasile                                                                | Amichevole                                                             | -                                                                      | Cap: Edmílson                                                          |
| 28-6-2007                                                              | Puerto Ordaz                                                           | Brasile                                                                | 0 – 2                                                                  | Messico                                                                | Coppa America 2007 - 1º turno                                          | -                                                                      | Cap: Gilberto Silva                                                    |
| 1-7-2007                                                               | Maturín                                                                | Brasile                                                                | 3 – 0                                                                  | Cile                                                                   | Coppa America 2007 - 1º turno                                          | 3 Robinho 1 (rig.)                                                     | Cap: Gilberto Silva                                                    |
| 5-7-2007                                                               | Puerto La Cruz                                                         | Brasile                                                                | 1 – 0                                                                  | Ecuador                                                                | Coppa America 2007 - 1º turno                                          | Robinho (rig.)                                                         | Cap: Gilberto Silva                                                    |
| 8-7-2007                                                               | Puerto La Cruz                                                         | Cile                                                                   | 1 – 6                                                                  | Brasile                                                                | Coppa America 2007 - Quarti di finale                                  | Juan Júlio Baptista 2 Robinho Josué Vagner Love                        | Cap: Gilberto Silva                                                    |
| 10-7-2007                                                              | Maracaibo                                                              | Uruguay                                                                | 2 – 2 dts (4 - 5 dtr)                                                  | Brasile                                                                | Coppa America 2007 - Semifinale                                        | Maicon Júlio Baptista                                                  | Cap: Gilberto Silva                                                    |
| 15-7-2007                                                              | Maracaibo                                                              | Brasile                                                                | 3 – 0                                                                  | Argentina                                                              | Coppa America 2007 - Finale                                            | Júlio Baptista autorete Dani Alves                                     | Cap: Gilberto Silva 8º titolo                                          |
| 22-8-2007                                                              | Montpellier                                                            | Brasile                                                                | 2 – 0                                                                  | Algeria                                                                | Amichevole                                                             | Maicon Ronaldinho                                                      | Cap: Robinho                                                           |
| 9-9-2007                                                               | Chicago                                                                | Stati Uniti                                                            | 2 – 4                                                                  | Brasile                                                                | Amichevole                                                             | autorete Lúcio Ronaldinho Elano (rig.)                                 | Cap:Lúcio                                                              |
| 12-9-2007                                                              | Foxborough                                                             | Messico                                                                | 1 – 3                                                                  | Brasile                                                                | Amichevole                                                             | Kléber Kakà Afonso Alves                                               | Cap:Lúcio                                                              |
| 14-10-2007                                                             | Bogotà                                                                 | Colombia                                                               | 0 – 0                                                                  | Brasile                                                                | Qual. Mondiali 2010                                                    | -                                                                      | Cap: Lúcio                                                             |
| 18-10-2007                                                             | Rio de Janeiro                                                         | Brasile                                                                | 5 – 0                                                                  | Ecuador                                                                | Qual. Mondiali 2010                                                    | Vagner Love Ronaldinho 2 Kakà Elano                                    | Cap: Lúcio                                                             |
| 18-11-2007                                                             | Lima                                                                   | Perù                                                                   | 1 – 1                                                                  | Brasile                                                                | Qual. Mondiali 2010                                                    | Kakà                                                                   | Cap: Lúcio                                                             |
| 22-11-2007                                                             | San Paolo                                                              | Brasile                                                                | 2 – 1                                                                  | Uruguay                                                                | Qual. Mondiali 2010                                                    | 2 Luis Fabiano                                                         | Cap: Gilberto Silva                                                    |
| 6-2-2008                                                               | Dublino                                                                | Irlanda                                                                | 0 – 1                                                                  | Brasile                                                                | Amichevole                                                             | Robinho                                                                | Cap: Gilberto Silva                                                    |
| 26-3-2008                                                              | Londra                                                                 | Brasile                                                                | 1 – 0                                                                  | Svezia                                                                 | Amichevole                                                             | Alexandre Pato                                                         | Cap:Lúcio                                                              |
| 1-6-2008                                                               | Seattle                                                                | Brasile                                                                | 3 – 2                                                                  | Canada                                                                 | Amichevole                                                             | Diego Luis Fabiano Robinho                                             | Cap:Lúcio                                                              |
| 7-6-2008                                                               | Boston                                                                 | Brasile                                                                | 0 – 2                                                                  | Venezuela                                                              | Amichevole                                                             | -                                                                      | Cap: Gilberto Silva                                                    |
| 15-6-2008                                                              | Asunción                                                               | Paraguay                                                               | 2 – 0                                                                  | Brasile                                                                | Qual. Mondiali 2010                                                    | -                                                                      | Cap: Lúcio                                                             |
| 19-6-2008                                                              | Belo Horizonte                                                         | Brasile                                                                | 0 – 0                                                                  | Argentina                                                              | Qual. Mondiali 2010                                                    | -                                                                      | Cap: Lúcio                                                             |
| 7-9-2008                                                               | Santiago del Cile                                                      | Cile                                                                   | 0 – 3                                                                  | Brasile                                                                | Qual. Mondiali 2010                                                    | 2 Luis Fabiano Robinho                                                 | Cap: Lúcio                                                             |
| 11-9-2008                                                              | Rio de Janeiro                                                         | Brasile                                                                | 0 – 0                                                                  | Bolivia                                                                | Qual. Mondiali 2010                                                    | -                                                                      | Cap: Lúcio                                                             |
| 12-10-2008                                                             | San Cristóbal                                                          | Venezuela                                                              | 0 – 4                                                                  | Brasile                                                                | Qual. Mondiali 2010                                                    | Kakà 2 Robinho Adriano                                                 | Cap: Lúcio                                                             |
| 16-10-2008                                                             | Rio de Janeiro                                                         | Brasile                                                                | 0 – 0                                                                  | Colombia                                                               | Qual. Mondiali 2010                                                    | -                                                                      | Cap: Lúcio                                                             |
| 19-11-2008                                                             | Gama                                                                   | Brasile                                                                | 6 – 2                                                                  | Portogallo                                                             | Amichevole                                                             | 3 Luis Fabiano Maicon Elano Adriano                                    | Cap: Gilberto Silva                                                    |
| 10-2-2009                                                              | Londra                                                                 | Brasile                                                                | 2 – 0                                                                  | Italia                                                                 | Amichevole                                                             | Elano Robinho                                                          | Cap:Lúcio                                                              |
| 29-3-2009                                                              | Quito                                                                  | Ecuador                                                                | 1 – 1                                                                  | Brasile                                                                | Qual. Mondiali 2010                                                    | Júlio Baptista                                                         | Cap: Lúcio                                                             |
| 2-4-2009                                                               | Porto Alegre                                                           | Brasile                                                                | 3 – 0                                                                  | Perù                                                                   | Qual. Mondiali 2010                                                    | 2 Luis Fabiano 1 (rig.) Felipe Melo                                    | Cap: Lúcio                                                             |
| 6-6-2009                                                               | Montevideo                                                             | Uruguay                                                                | 0 – 4                                                                  | Brasile                                                                | Qual. Mondiali 2010                                                    | Dani Alves Juan Luis Fabiano Kakà (rig.)                               | Cap: Lúcio                                                             |
| 11-6-2009                                                              | Recife                                                                 | Brasile                                                                | 2 – 1                                                                  | Paraguay                                                               | Qual. Mondiali 2010                                                    | Robinho Nilmar                                                         | Cap: Lúcio                                                             |
| 15-6-2009                                                              | Bloemfontein                                                           | Brasile                                                                | 4 – 3                                                                  | Egitto                                                                 | Conf. Cup 2009 - 1º turno                                              | 2 Kakà 1 (rig.) Luis Fabiano Juan                                      | Cap: Lúcio                                                             |
| 18-6-2009                                                              | Pretoria                                                               | Stati Uniti                                                            | 0 – 3                                                                  | Brasile                                                                | Conf. Cup 2009 - 1º turno                                              | Felipe Melo Robinho Maicon                                             | Cap: Lúcio                                                             |
| 21-6-2009                                                              | Pretoria                                                               | Italia                                                                 | 0 – 3                                                                  | Brasile                                                                | Conf. Cup 2009 - 1º turno                                              | 2 Luis Fabiano autorete                                                | Cap: Lúcio                                                             |
| 25-6-2009                                                              | Johannesburg                                                           | Brasile                                                                | 1 – 0                                                                  | Sudafrica                                                              | Conf. Cup 2009 - Semifinale                                            | Dani Alves                                                             | Cap: Lúcio                                                             |
| 28-6-2009                                                              | Johannesburg                                                           | Stati Uniti                                                            | 2 – 3                                                                  | Brasile                                                                | Conf. Cup 2009 - Finale                                                | 2 Luis Fabiano Lúcio                                                   | Cap: Lúcio 3º titolo                                                   |
| 12-8-2009                                                              | Tallinn                                                                | Estonia                                                                | 0 – 1                                                                  | Brasile                                                                | Amichevole                                                             | Luis Fabiano                                                           | Cap:Lúcio                                                              |
| 6-9-2009                                                               | Rosario                                                                | Argentina                                                              | 1 – 3                                                                  | Brasile                                                                | Qual. Mondiali 2010                                                    | Luisão 2 Luis Fabiano                                                  | Cap: Lúcio                                                             |
| 10-9-2009                                                              | Salvador de Bahia                                                      | Brasile                                                                | 4 – 2                                                                  | Cile                                                                   | Qual. Mondiali 2010                                                    | 3 Nilmar Julio Baptista                                                | Cap: Gilberto Silva                                                    |
| 11-10-2009                                                             | La Paz                                                                 | Bolivia                                                                | 2 – 1                                                                  | Brasile                                                                | Qual. Mondiali 2010                                                    | Nilmar                                                                 | Cap: Maicon                                                            |
| 14-10-2009                                                             | Campo Grande                                                           | Brasile                                                                | 0 – 0                                                                  | Venezuela                                                              | Qual. Mondiali 2010                                                    | -                                                                      | Cap: Maicon                                                            |
| 14-11-2009                                                             | Doha                                                                   | Brasile                                                                | 1 – 0                                                                  | Inghilterra                                                            | Amichevole                                                             | Nilmar                                                                 | Cap:Lúcio                                                              |
| 17-11-2009                                                             | Mascate                                                                | Oman                                                                   | 0 – 2                                                                  | Brasile                                                                | Amichevole                                                             | Nilmar autorete                                                        | Cap:Lúcio                                                              |
| 2-3-2010                                                               | Londra                                                                 | Irlanda                                                                | 0 – 2                                                                  | Brasile                                                                | Amichevole                                                             | autorete Robinho                                                       | Cap:Lúcio                                                              |
| 2-6-2010                                                               | Harare                                                                 | Zimbabwe                                                               | 0 – 3                                                                  | Brasile                                                                | Amichevole                                                             | Michel Bastos Robinho Elano                                            | Cap:Lúcio                                                              |
| 7-6-2010                                                               | Dar es Salaam                                                          | Tanzania                                                               | 1 – 5                                                                  | Brasile                                                                | Amichevole                                                             | 2 Robinho 2 Ramires Kakà                                               | Cap:Lúcio                                                              |
| 15-6-2010                                                              | Johannesburg                                                           | Brasile                                                                | 2 – 1                                                                  | Corea del Nord                                                         | Mondiali 2010 - 1º turno                                               | Maicon Elano                                                           | Cap: Lúcio                                                             |
| 20-6-2010                                                              | Johannesburg                                                           | Brasile                                                                | 3 – 1                                                                  | Costa d'Avorio                                                         | Mondiali 2010 - 1º turno                                               | 2 Luis Fabiano Elano                                                   | Cap: Lúcio                                                             |
| 25-6-2010                                                              | Durban                                                                 | Portogallo                                                             | 0 – 0                                                                  | Brasile                                                                | Mondiali 2010 - 1º turno                                               | -                                                                      | Cap: Lúcio                                                             |
| 28-6-2010                                                              | Johannesburg                                                           | Brasile                                                                | 3 – 0                                                                  | Cile                                                                   | Mondiali 2010 - Ottavi di finale                                       | Juan Luis Fabiano Robinho                                              | Cap: Lúcio                                                             |
| 2-7-2010                                                               | Port Elizabeth                                                         | Paesi Bassi                                                            | 2 – 1                                                                  | Brasile                                                                | Mondiali 2010 - Quarti di finale                                       | Robinho                                                                | Cap: Lúcio                                                             |
| 6-9-2014                                                               | East Rutherford                                                        | Brasile                                                                | 1 – 0                                                                  | Colombia                                                               | Amichevole                                                             | Neymar                                                                 | Cap:Neymar                                                             |
| 10-9-2014                                                              | East Rutherford                                                        | Brasile                                                                | 1 – 0                                                                  | Ecuador                                                                | Amichevole                                                             | Willian                                                                | Cap:Neymar                                                             |
| 11-10-2014                                                             | Pechino                                                                | Brasile                                                                | 2 – 0                                                                  | Argentina                                                              | Superclásico de las Américas 2014                                      | 2 Diego Tardelli                                                       | Cap:Neymar                                                             |
| 14-10-2014                                                             | Singapore                                                              | Giappone                                                               | 0 – 4                                                                  | Brasile                                                                | Amichevole                                                             | 4 Neymar                                                               | Cap:Neymar                                                             |
| 12-11-2014                                                             | Istanbul                                                               | Turchia                                                                | 0 – 4                                                                  | Brasile                                                                | Amichevole                                                             | 2 Neymar autorete Willian                                              | Cap:Neymar                                                             |
| 18-11-2014                                                             | Vienna                                                                 | Austria                                                                | 1 – 2                                                                  | Brasile                                                                | Amichevole                                                             | David Luiz Roberto Firmino                                             | Cap:Neymar                                                             |
| 26-3-2015                                                              | Saint-Denis                                                            | Francia                                                                | 1 – 2                                                                  | Brasile                                                                | Amichevole                                                             | Oscar Neymar Luiz Gustavo                                              | Cap:Neymar                                                             |
| 29-3-2015                                                              | Londra                                                                 | Brasile                                                                | 1 – 0                                                                  | Cile                                                                   | Amichevole                                                             | Roberto Firmino                                                        | Cap:Neymar                                                             |
| 7-6-2015                                                               | San Paolo                                                              | Brasile                                                                | 2 – 0                                                                  | Messico                                                                | Amichevole                                                             | Philippe Coutinho Diego Tardelli                                       | Cap: Jefferson                                                         |
| 10-6-2015                                                              | Porto Alegre                                                           | Brasile                                                                | 1 – 0                                                                  | Honduras                                                               | Amichevole                                                             | Roberto Firmino                                                        | Cap: J.Miranda                                                         |
| 14-6-2015                                                              | Temuco                                                                 | Brasile                                                                | 2 – 1                                                                  | Perù                                                                   | Coppa America 2015 - 1º turno                                          | Neymar Douglas Costa                                                   | Cap: Neymar                                                            |
| 18-6-2015                                                              | Santiago del Cile                                                      | Brasile                                                                | 0 – 1                                                                  | Colombia                                                               | Coppa America 2015 - 1º turno                                          | -                                                                      | Cap: Neymar                                                            |
| 21-6-2015                                                              | Santiago del Cile                                                      | Brasile                                                                | 2 – 1                                                                  | Venezuela                                                              | Coppa America 2015 - 1º turno                                          | Thiago Silva Roberto Firmino                                           | Cap: J.Miranda                                                         |
| 27-6-2015                                                              | Concepción                                                             | Brasile                                                                | 1 – 1 dts (3 - 4 dtr)                                                  | Paraguay                                                               | Coppa America 2015 - Quarti di finale                                  | Robinho                                                                | Cap: J.Miranda                                                         |
| 5-9-2015                                                               | Harrison                                                               | Brasile                                                                | 1 – 0                                                                  | Costa Rica                                                             | Amichevole                                                             | Hulk                                                                   | Cap: J.Miranda                                                         |
| 9-9-2015                                                               | Foxborough                                                             | Stati Uniti                                                            | 1 – 4                                                                  | Brasile                                                                | Amichevole                                                             | Hulk 2 Neymar 1 (rig.) Rafinha                                         | Cap: J.Miranda                                                         |
| 9-10-2015                                                              | Santiago del Cile                                                      | Cile                                                                   | 2 – 0                                                                  | Brasile                                                                | Qual. Mondiali 2018                                                    | -                                                                      | Cap: J.Miranda                                                         |
| 14-10-2015                                                             | Fortaleza                                                              | Brasile                                                                | 3 – 1                                                                  | Venezuela                                                              | Qual. Mondiali 2018                                                    | 2 Willian Ricardo Oliveira                                             | Cap: J.Miranda                                                         |
| 14-11-2015                                                             | Buenos Aires                                                           | Argentina                                                              | 1 – 1                                                                  | Brasile                                                                | Qual. Mondiali 2018                                                    | Lucas Lima                                                             | Cap: Neymar                                                            |
| 17-11-2015                                                             | Salvador                                                               | Brasile                                                                | 3 – 0                                                                  | Perù                                                                   | Qual. Mondiali 2018                                                    | Douglas Costa Renato Augusto Filipe Luis                               | Cap: Neymar                                                            |
| 26-3-2016                                                              | Recife                                                                 | Brasile                                                                | 2 – 2                                                                  | Uruguay                                                                | Qual. Mondiali 2018                                                    | Douglas Costa Renato Augusto                                           | Cap: Neymar                                                            |
| 30-3-2016                                                              | Asunción                                                               | Paraguay                                                               | 2 – 2                                                                  | Brasile                                                                | Qual. Mondiali 2018                                                    | Ricardo Oliveira Dani Alves                                            | Cap: J.Miranda                                                         |
| 30-5-2016                                                              | Commerce City                                                          | Panama                                                                 | 0 – 2                                                                  | Brasile                                                                | Amichevole                                                             | Jonas Gabriel Barbosa                                                  | Cap: J.Miranda                                                         |
| 5-6-2016                                                               | Pasadena                                                               | Brasile                                                                | 0 – 0                                                                  | Ecuador                                                                | Coppa America Centenario - 1º turno                                    | -                                                                      | Cap:D.Alves                                                            |
| 9-6-2016                                                               | Orlando                                                                | Brasile                                                                | 7 – 1                                                                  | Haiti                                                                  | Coppa America Centenario - 1º turno                                    | 3 Philippe Coutinho 2 Renato Augusto Gabriel Barbosa Lucas Lima        | Cap:D.Alves                                                            |
| 13-6-2016                                                              | Foxborough                                                             | Brasile                                                                | 0 – 1                                                                  | Perù                                                                   | Coppa America Centenario - 1º turno                                    | -                                                                      | Cap:J.Miranda                                                          |
| Totale                                                                 |                                                                        | Presenze                                                               | 86                                                                     |                                                                        | Reti                                                                   | 178                                                                    |                                                                        |

## Palmarès

### Giocatore

#### Club

##### Competizioni statali
- Campionato Gaúcho: 4

Internacional: 1981, 1982, 1983, 1984
- Taça Guanabara: 1

Vasco da Gama: 1987
- Campionato Carioca: 1

Vasco da Gama: 1987

##### Competizioni nazionali
- Campionato giapponese: 1

Júbilo Iwata: 1997
- Coppa Yamazaki Nabisco: 1

Júbilo Iwata: 1998

##### Competizioni internazionali
- Coppa Mitropa: 1

Pisa: 1988

#### Nazionale
- Campionato mondiale Under-20: 1

Messico 1983
- Campionato sudamericano Under-20

Bolivia 1983
- Argento olimpico: 1

Los Angeles 1984
- Coppa America: 2

Brasile 1989, Bolivia 1997
- Campionato mondiale: 1

Stati Uniti 1994
- Confederations Cup: 1

Arabia Saudita 1997

#### Individuale
- Miglior giocatore della J. League: 1

1997

### Allenatore

#### Club
- Campionato Gaúcho: 1

Internacional: 2013

#### Nazionale
- Coppa America: 1

Brasile: Venezuela 2007
- Bronzo olimpico: 1

Brasile: Pechino 2008
- Confederations Cup: 1

Brasile: 2009

#### Individuale
- Inserito tra le “Leggende del calcio” del Golden Foot

2010